# 馬爾科·范欣克爾
馬爾科·维尔费特·科内利斯·范欣克爾（荷蘭語：Marco Wulfert Cornelis van Ginkel，發音：[ˈmɑrkoː vɑŋ ˈɣɪŋkəl] ⓘ；1992年12月1日—）是一名荷蘭職業足球員，目前效力葡萄牙足球超级联赛俱樂部博維斯塔，曾代表荷蘭國家足球隊。
范欣克爾2013年由維迪斯加盟車路士，惟受傷患影響未能穩佔正選，一直被外借到其他球會。
2020/21球季，他被第三度外借到荷兰足球甲级联赛的PSV燕豪芬。此前兩次外借到PSV燕豪芬，他都成功協助球隊奪得荷甲冠軍（2015/16及2017/18球季），其中2017/18球季更以球隊隊長身份獲得聯賽冠軍。

## 榮譽
PSV燕豪芬
- 荷甲冠軍: 2015/16、2017/18

荷蘭U21
- U21歐洲國家盃 季軍: 2013[4]

個人
- 荷蘭足球新秀獎: 2012–13[5]